# بورا–هانسگروهه
بورا–هانسگروهه تیم جهانی دوچرخه‌سواری است که در سال ۲۰۱۰ در آلمان بنا نهاده شده‌است.

## تاریخچه
برای فصل ۲۰۱۳ تیم بریتانیایی اندورا ریسینگ در تیم نت‌اپ ادغام شد و تیم نت‌اپ–اندورا شکل گرفت. برای فصل ۲۰۱۳ هشت رکابزن اندورا و ۱۲ رکابزن تیم نت‌اپ در ترکیب تیم قرار گرفتند. تیم توانست پروانهٔ تیم حرفه‌ای قاره‌ای را کسب کند. در ۱۵ ژوئیهٔ ۲۰۱۴ خبر توافق تیم با تولیدکنندهٔ آلمانی سطوح آشپزی به نام بورا منتشر شد و قرار شد نام تیم از فصل ۲۰۱۵ به تیم بورا تغییر یابد. مدیر تیم اظهار امیدواری کرد حمایت بورا باعث پیوستن تیم به تور جهانی در سال ۲۰۱۷ شود. پس از پایان تور دو فرانس ۲۰۱۴، اعلام شد که تیم از فصل از دوچرخه‌های شرکت کانادایی آرگون ۱۸ بهره خواهد برد و حامی مالی دوم عنوان تیم خواهد بود.
در پایان ژوئن ۲۰۱۶ تیم اعلام کرد از فصل ۲۰۱۷ نام آن به بورا–هانسگروهه تغییر خواهد یافت. هانسگروهه تولیدکنندهٔ لوازم حمام است که پیشتر در مسابقات سیکلوکراس فعالیت کرده‌است.
پس از انتشار خبر پیوستن پیتر ساگان با قراردادی سه ساله به تیم در فصل ۲۰۱۷، دوچرخه‌سازی اسپشالایزد در اوت ۲۰۱۶ اعلام کرد جانشین آرگون ۱۸ برای تأمین دوچرخه‌های تیم و تجهیزات مربوطه از جمله کلاه ایمنی و کفش خواهد شد.

## افتخارات
رکابزنان تیم تاکنون موفق به کسب ۱۳ قهرمانی در مسابقات کشوری تایم تریل و استقامت جاده شده‌اند. همچنین در سه مرحلهٔ گرند تورها شامل یک مرحلهٔ جیرو دیتالیا و دو مرحلهٔ تور دو فرانس به پیروزی رسیده‌اند.